# Deng Pufang

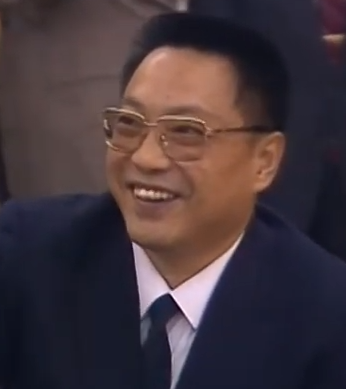
Deng Pufang (1987)

Deng Pufang (chinesisch 鄧樸方, Pinyin Dèng Púfāng; * 16. April 1944, Zuoquan (Shanxi)) ist der erste Sohn von Deng Xiaoping und dessen Frau Zhuo Lin. Den Namen suchte Dengs Kamerad Liu Bocheng aus.
Deng Pufang trat 1962 in die Peking-Universität ein, um Technik und Physik zu studieren. Während der Kulturrevolution wurde die Familie Deng verfolgt; Deng Pufang wurde gefoltert und zu einem Sprung aus dem dritten Stock genötigt. Er ist seitdem querschnittgelähmt.
Seit 1988 ist Deng Pufang Vorsitzender des von ihm gegründeten Chinesischen Behindertenverbandes, welcher sich v. a. für die Verbesserung der Lebenslage der Behinderten in China einsetzt. Für sein Engagement wurde ihm im Jahr 2003 der Menschenrechtspreis der Vereinten Nationen zuerkannt.